# Lawrence Riesner
Lawrence Riesner est un acteur et parolier français né le 6 janvier 1920 à Brooklyn, New York et mort le 17 décembre 2004 à Boulogne-Billancourt, à l'âge de 84 ans.

## Biographie
Ami d’enfance de Jacques Plante avec lequel il écrit ses premières chansons, il participe de 1956 à 1959 au feuilleton radiophonique de Pierre Dac et Francis Blanche Signé Furax, dans lequel il prête sa voix pour incarner le narrateur, le Grand Maître du Conseil Suprême des Babus, tous les docteurs et tous les speakers dont il imite à la perfection le timbre et le phrasé si particuliers d'avant-guerre.
À l'image de Jean Yanne (avec qui il collabore dans le cadre de sketchs pour l'ORTF, dont celui du Permis de conduire), c'est un comédien touche-à-tout cumulant les petits rôles au cinéma, prêtant sa voix à plusieurs dessins animés et sa plume à l'écriture de chansons dont La Ballade des Dalton, issue du dessin animé du même nom.
De 1978 à 1979, il participe comme chroniqueur à l'émission hebdomadaire Les Parasites sur l'antenne animée par Thierry Le Luron sur France Inter avec notamment Pierre Desproges, Bernard Mabille et Évelyne Grandjean.

## Théâtre
- 1968-1969 : Adieu Berthe de John Murray et Allen Boretz, mise en scène Jacques Charon, théâtre des Bouffes-Parisiens puis théâtre des Célestins

## Filmographie

### Cinéma
- 1962 : Un clair de lune à Maubeuge de Jean Chérasse : l'homme du frigo
- 1968 : Ces messieurs de la famille de Raoul André : un collègue de Gabriel
- 1972 : Tout le monde il est beau, tout le monde il est gentil de Jean Yanne : le publicitaire
- 1973 : Moi y'en a vouloir des sous de Jean Yanne : le commissaire principal
- 1973 : Les Chinois à Paris de Jean Yanne : le conseiller du Président de la République
- 1979 : Je te tiens, tu me tiens par la barbichette de Jean Yanne
- 1982 : Deux heures moins le quart avant Jésus-Christ de Jean Yanne : Flicum

### Télévision
- 1970 : Au théâtre ce soir : Adieu Berthe d'Allen Boretz et John Murray, mise en scène Jacques Charon, réalisation Pierre Sabbagh, théâtre Marigny

## Doublage
- 1976 : Les Douze Travaux d'Astérix
- 1978 : La Ballade des Dalton
- 1986 : Astérix chez les Bretons

## Radio
- 1956 - 1959 : Signé Furax, feuilleton radiophonique de Pierre Dac et Francis Blanche
- 1978 - 1979 : Les Parasites sur l'antenne

## Discographie
- 1960 : Les Fabuleux Méfaits de Furax (5 vol.)  de Pierre Dac et Francis Blanche : Guspidighi / Grosmielleux / etc. - éditions du Cap
- 1963 : Spaghetti et la Peintoure à l'houile de Dino Attanasio et René Goscinny, musique de Boby Lapointe - Philips
- 1963 : Les Aventures de Rintintin avec Rusty :  Monsieur Shakespeare (no 7) : Windom
- La Merveilleuse Aventure d'un petit garçon et du poney Poly : Riton
- Popeye et la Sorcière des mers - Barclay
- Le Permis ; La Circulation ; Les Routiers de et avec Jean Yanne - Barclay
- Les Aventures de Dan Cooper : Le Secret de Dan Cooper : le capitaine - Philips
- La Bible racontée aux enfants par Pierre Tchernia, texte adapté par Henri Gruel : le serpent / Caïn / Loth - 20th Century-Fox
- Le Noël des santons de Paris, nouvelle pastorale de Gali Nosek et Pierre Jambanili - Unidisc

## Musique

### En tant que parolier
- 1943 : Tout en dansant, musique de Jean Jacquin
- 1943 : J'aime chanter à mon piano ; Le vent m'a volé mon bonheur ; La Valse du bonheur, musique de Pierre Roche
- 1943 : La Poupée de mes rêves, paroles de Pierre Saka et Lawrence Riesner, musique de Pierre Saka et Pierre Roche
- 1943 : Bonjour les amis, paroles de Pierre Saka et Lawrence Riesner, musique de Pierre Roche
- 1946 : Champagne sérénade ; Dix neuf cent ; Loulônggô ; Mon cœur voudrait savoir !, musique d'Alex Alstone
- 1946 : Ce soir je rêve (A Door Will Open), paroles originales de Don George, musique de John Benson Brooks - adaptation française
- 1950 : Le ciel est si doux, musique Pierre Roche
- 1954 : Laissez-vous aller, paroles originales et musique de Bennie Benjamin et George Weiss - adaptation française
- 1978 : La Ballade des Dalton, paroles de Lawrence Riesner et Éric Kristy, et musique de Claude Bolling

### En tant que compositeur
- 1943 : J'attends l'inconnu, paroles de René Laporte, musique de Lawrence Riesner et Pierre Roche
- 1943 : Avec toi pour toujours ; Dame de cœur ; Quand la ville dort, paroles de Lawrence Riesner, musique de Lawrence Riesner et Pierre Roche
- 1946 : Rumeurs, paroles de Lawrence Riesner, musique de Lawrence Riesner et Pierre Roche